# Mordkuhle (Hiddesen)

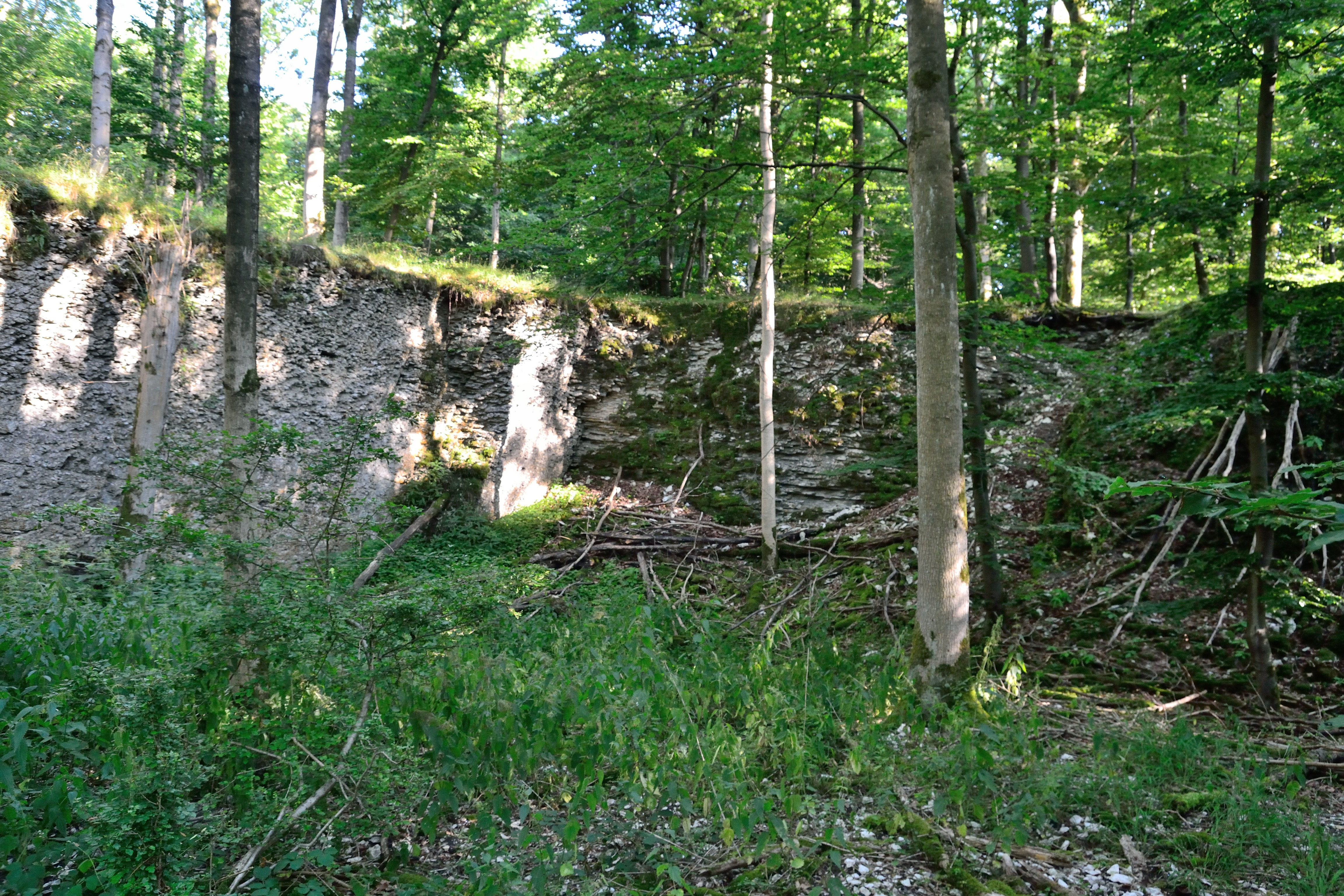
Mordkuhle

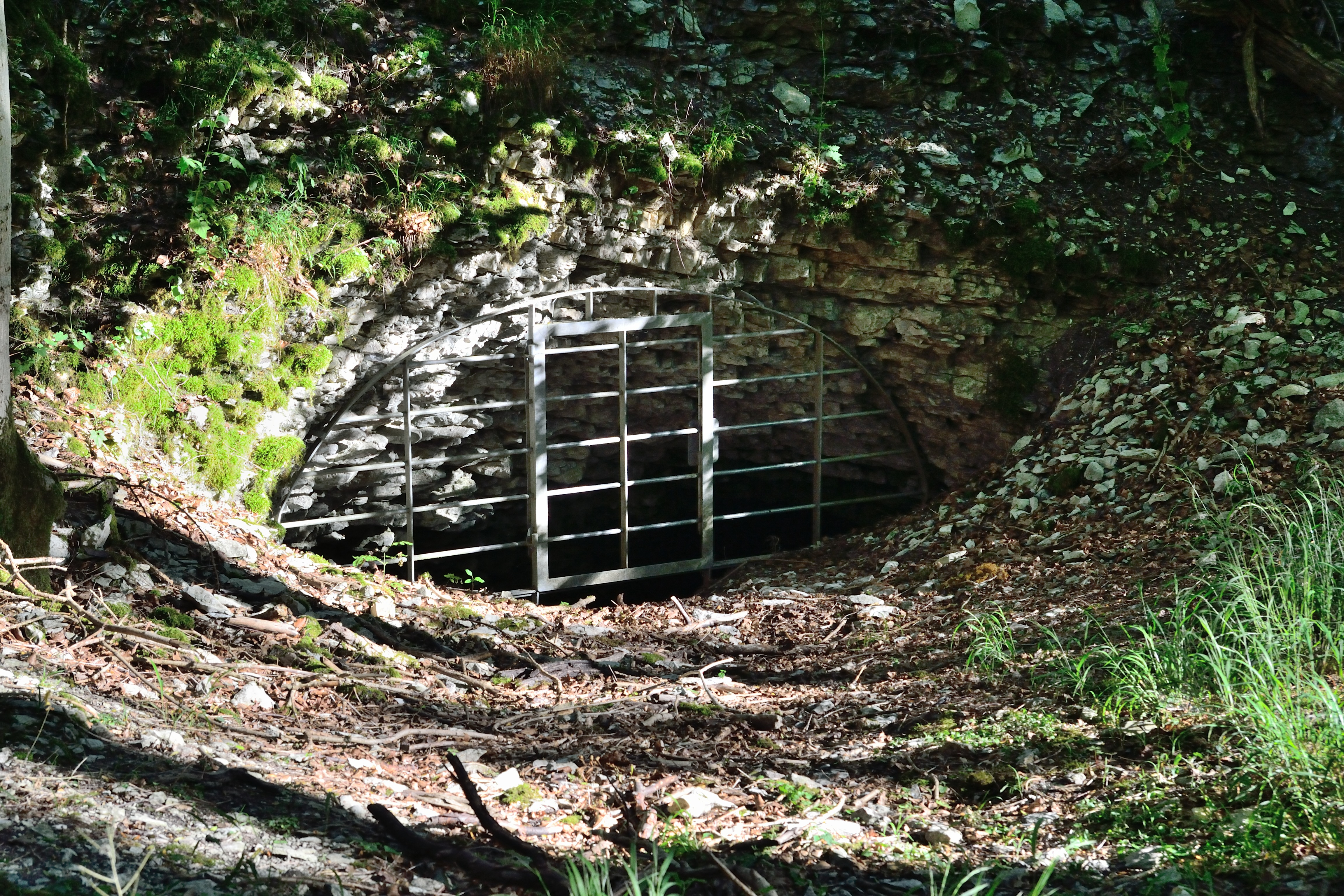
Höhle

Die Mordkuhle ist ein Steinbruch bei Hiddesen, Detmold, Kreis Lippe. Sie ist seit 1925 als Naturdenkmal ausgewiesen. Auf dem Gelände befindet sich eine durch ein Gitter verschlossene Höhle. Einst soll hier eine Räuberbande gehaust haben.